# Wayne Kreklow
Wayne R. Kreklow (Neenah, 4 gennaio 1957) è un ex cestista e allenatore di pallavolo statunitense, professionista nella NBA.

## Carriera
Venne selezionato dai Boston Celtics al terzo giro del Draft NBA 1979 (53ª scelta assoluta).

## Palmarès
- Campionato NBA: 1

Boston Celtics: 1981